# Пештера (Салашу Де Сус)
Пештера (рум. Peștera) насеље је у Румунији у округу Хунедоара у општини Салашу Де Сус. Oпштина се налази на надморској висини од 687 m.

## Становништво
Према подацима из 2011. године у насељу је живело 70 становника.